# Barbus barotseensis
Barbus barotseensis är en fiskart som beskrevs av Pellegrin 1920. Barbus barotseensis ingår i släktet Barbus och familjen karpfiskar. IUCN kategoriserar arten globalt som livskraftig. Inga underarter finns listade.